# Temnocerus insularis
Temnocerus insularis là một loài bọ cánh cứng trong họ Rhynchitidae. Loài này được Fall miêu tả khoa học năm 1929.